# عدسة (هندسة)

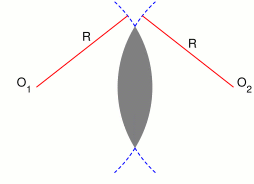
عدسة محصورة بين قوسين دائريين, محيطهما R ومركزهما عند O1 و O2.

العدسة هي شكل هندسي ثنائي الأبعاد ينتج عن تقاطع قوسَيْ دائرتين. تُصنف العدسة على أنها مجموعة محدبة، وهذا يعني أنَّ الأقواس يجب أن تكون متجهة إلى الخارج (مُحدّبة-مُحدّبة).

## حالات خاصة

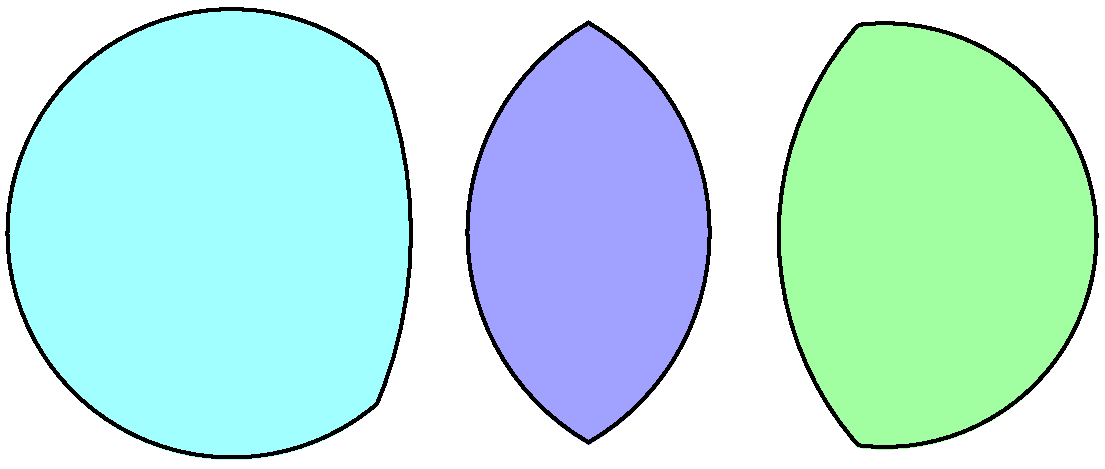
أمثلة على عدسات متناظرة ولامتناظرة.

إذا كان نصفا قطري الدائرتين المكونتين للعدسة متطابقتين، فعندئذٍ تكون العدسة متناظرة. ما عدا ذلك، فإّنها لامتناظرة.

## المساحة
بالإمكان صياغة مساحة العدسة بدلالة نصف القطر {\displaystyle R} وزاوية القوس بالراديان {\displaystyle \theta }:
{\displaystyle A=R^{2}\left(\theta -\sin \theta \right).}
أما مساحة العدسة اللامتناظرة فإنها تقاس بدلالة نصفي قطري الدائرتين المكونتين لها والبعد {\displaystyle d} عن مركزيهما:
{\displaystyle A=r^{2}\cos ^{-1}\left({\frac {d^{2}+r^{2}-R^{2}}{2dr}}\right)+R^{2}\cos ^{-1}\left({\frac {d^{2}+R^{2}-r^{2}}{2dR}}\right)-2\Delta }